# Absolut Vodka
Absolut Vodka er et svensk vodkamærke, som fremstilles i Åhus i Skåne af et datterselskab til Vin & Sprit.

## Historie
Navnet "Absolut" opstod fra "Absolut renat brännvin" i 1879 efter ide af Lars Olsson Smith, men den hed i Sverige fortrinsvis "Renat bränvin" til 1979, hvor den blev lanceret som det mere internationale varemærke "Absolut Vodka" . Drikken fik et verdensomspændende gennembrud i 1980'erne pga. en nyskabende annoncering og en klar flaske, hvis form var inspireret af traditionelle medicinflasker, med teksten trykt direkte på glasset.
Gennem en konsekvent og pågående markedsføring med betoning af sammenhænge mellem design og kunst, er det lykkedes for mærket at blive det tredje bedst sælgende spiritusmærke efter Bacardi og Smirnoff. Flasken har konstant stået i centrum for markedsføringen med anvendelse af verdenskendte kunstnere som Andy Warhol.
Det absolut vigtigste marked er USA, hvor der i 2003 blev solgt 73 millioner liter, mere end 40% af den samlede vodkaimport til USA. Fra 1986 er der lanceret flere smagsvarianter af Absolut Vodka i lignende – fortrinsvis klare – flasker og med samme markedsføring.